# Crossoglossa exigua
Crossoglossa exigua är en orkidéart som först beskrevs av Leslie Andrew Garay, och fick sitt nu gällande namn av Nog.-sav. och Gustavo Adolfo Romero. Crossoglossa exigua ingår i släktet Crossoglossa, och familjen orkidéer. Inga underarter finns listade i Catalogue of Life.